# HA-300戰鬥機
「HA-300戰鬥機」原本是德國有名的飛機設計師威利·梅塞施密特在第二次世界大戰後被同盟國以對戰俘等實施「強迫勞動」為罪名而入獄，他刑滿出獄後，為西班牙研發的輕型噴射戰鬥機，但西班牙後來取消項目，而在這時候埃及軍方卻看上了，這令該項目繼續進行，但後來由於超資等原因而被迫取消。

## 基本資料
- 機長: 12.4米
- 翼展: 5.84米
- 機高: 3.15米
- 空重: 2100公斤
- 載重: 5443公斤

HA-300戰鬥機三視圖

- 發動機: 一具E-300渦輪噴射發動機(普通推力=32.4千牛)/(後燃推力=47.2千牛)
- 最快時速: 1.7馬赫
- 航程: 1400公里
- 武裝:30毫米口徑機炮X2+短程空對空飛彈X4

## 設計簡介
HA-300戰鬥機採用三角翼作為主翼，但由於主設計師梅塞施密特缺乏這方面的設計經驗，為此而專門製造了一架名為HA-23P滑翔機來做實驗，結果設計出來的HA-300就如同一架用兩側進氣的米格-21戰鬥機。
該機的主翼有前緣縫翼和嵌入式副翼，副翼有配平片，主翼整塊是三角型，其厚弦比為4%，不是很厚。
機身為全鋁合金半硬殼式結構，其機身橫切面大多是正圓型，其起落架是前方的向後收來而後方的向前收起，收起後其起落架甚至會有一小部份佔據進氣道內側。
噴射發動機方面比較麻煩，甚至是後來整個項目被迫中止的原因之一，梅塞施密特原本想用英國布里斯托BOr-12渦輪噴射發動機，但該發動機後被英國人自行取消，後來改為由奧地利工程師研發的一種被命名為E-300的噴射發動機。

## 結局

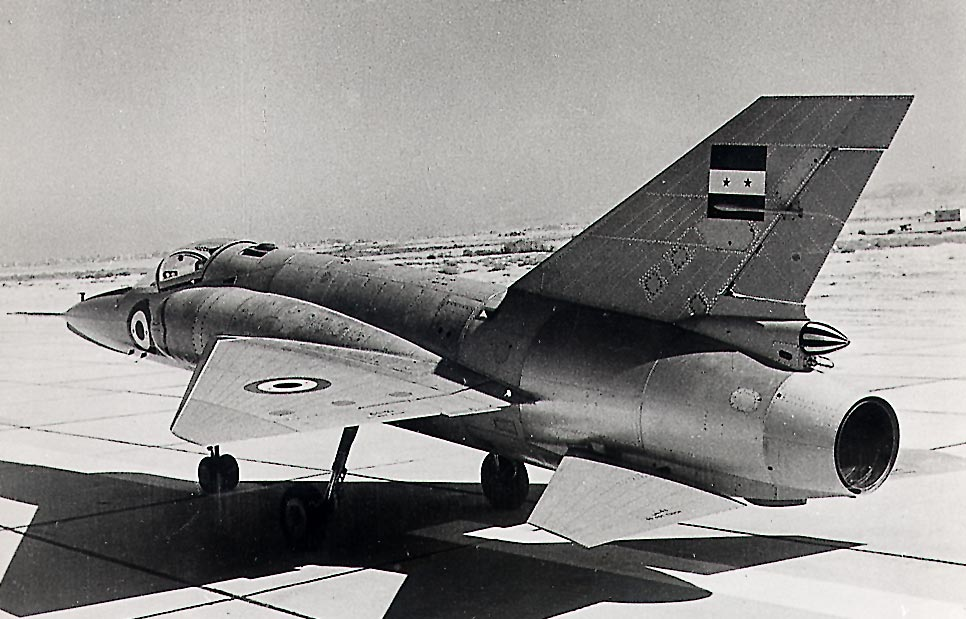
HA-300戰鬥機試飛

1964年3月7日，HA-300第一架原型機在印度籍飛行員駕駛之下試飛，由於原本要裝上的E-300噴射發動機仍未完成，該機用的是俄耳甬斯703渦輪噴射發動機，該機飛了大約12分鐘後回到機場降落，試飛成功。
1967年5月24日，HA-300第二架原型機又在印度籍飛行員駕駛之下試飛，而由於原本指定的E-300噴射發動機仍未完成，該機用的是俄耳甬斯703渦輪噴射發動機，該機在1200米高度達到1.3馬赫，突破了音障。
之後輪到由埃及飛行員駕駛但出了意外，該機在俯衝時，左側機翼出現異常振動，在收油門後平飛回到基地作檢查，發現左翼的內接鉸鏈已經斷裂，如果繼續俯衝，左翼將會斷開。
由於E-300噴射發動機遲遲未能解決技術問題，令整個項目的成本都在上昇，六日戰爭後大批價廉物美的蘇聯米格-21戰鬥機進口到埃及，於是埃及軍方認為已經沒有要HA-300戰鬥機的理由，於是下令取消項目。

## 研發國家
- 埃及